# Beilschmiedia pendula
Beilschmiedia pendula là loài thực vật có hoa trong họ Nguyệt quế. Loài này được (Sw.) Hemsl. miêu tả khoa học đầu tiên năm 1882.